# Żarnowiec pumpkraftverk
Żarnowiec pumpkraftverk är ett vattenkraftverk som ligger nära samhället Żarnowiec i Powiat pucki i Polen. Anläggningen är av typen pumpkraftverk, där vattenmassor utbyts mellan två vattenreservoarer. Pumpkraftverket är konstruerat för att ha en installerad kapacitet på 680 MW. Bygget startade 1976.
Anläggningen har fyra aggregat på vardera vardera 170 MW.
Anläggningen är en typ av reservkraftverk som under en kortare tid kan leverera elkraft när elbehovet är högt. Kraftverket fungerar då som ett vanligt vattenkraftverk, där vattenmassor går från den övre reservoaren till lägre.